# Skate Canada International de 1989
O Skate Canada International de 1989 foi a décima sexta edição do Skate Canada International, um evento anual de patinação artística no gelo organizado pelo Skate Canada. A competição foi disputada na cidade de Cornwall, Ontário, Canadá.

## Eventos
- Individual masculino
- Individual feminino
- Duplas
- Dança no gelo
- Artístico masculino
- Artístico feminino
- Quartetos

## Medalhistas
| Evento                        | Ouro                                                                    | Prata                                                                      | Bronze                                                                          |
| Individual masculino detalhes | Petr Barna · Tchecoslováquia                                            | Paul Wylie · Estados Unidos                                                | Daniel Weiss · Alemanha Ocidental                                               |
| Individual feminino detalhes  | Kristi Yamaguchi · Estados Unidos                                       | Simone Lang · Alemanha Oriental                                            | Natalia Lebedeva · União Soviética                                              |
| Duplas detalhes               | Elena Leonova · Gennadi Krasnitski · União Soviética                    | Cindy Landry · Lyndon Johnston · Canadá                                    | Michelle Menzies · Kevin Wheeler · Canadá                                       |
| Dança no gelo detalhes        | Suzanne Semanick · Ron Kravette · Estados Unidos                        | Michelle McDonald · Mark Mitchell · Canadá                                 | Jacqueline Petr · Mark Janoschak · Canadá                                       |
| Artístico masculino detalhes  | Daniel Weiss · Alemanha Ocidental                                       | Paul Wylie · Estados Unidos                                                | Norm Proft · Canadá                                                             |
| Artístico feminino detalhes   | Yukiko Kashihara · Japão                                                | Dianne Takeuchi · Canadá                                                   | Jenni Meno · Estados Unidos                                                     |
| Quartetos detalhes            | Christine Hough · Doug Ladret · Cindy Landry · Lyndon Johnston · Canadá | Patricia MacNeil · Cory Watson · Michelle Menzies · Kevin Wheeler · Canadá | Calla Urbanski · Mark Naylor · Elaine Asanakis · Joel McKeever · Estados Unidos |

## Resultados

### Individual masculino
| Pos.              | Nome             | Nacionalidade      |
| ----------------- | ---------------- | ------------------ |
| Medalha de ouro   | Petr Barna       | Tchecoslováquia    |
| Medalha de prata  | Paul Wylie       | Estados Unidos     |
| Medalha de bronze | Daniel Weiss     | Alemanha Ocidental |
| 4                 | Michael Slipchuk | Canadá             |
| 5                 | Éric Millot      | França             |
| 6                 | Peter Johansson  | Suécia             |
| 7                 | Dmitri Gromov    | União Soviética    |
| 8                 | Pierre Gignac    | Canadá             |
| 9                 | Mitsuhiro Murata | Japão              |
| 10                | Cameron Medhurst | Austrália          |

### Individual feminino
| Pos.              | Nome             | Nacionalidade      |
| ----------------- | ---------------- | ------------------ |
| Medalha de ouro   | Kristi Yamaguchi | Estados Unidos     |
| Medalha de prata  | Simone Lang      | Alemanha Oriental  |
| Medalha de bronze | Natalia Lebedeva | União Soviética    |
| 4                 | Patricia Neske   | Alemanha Ocidental |
| 5                 | Yukiko Kashihara | Japão              |
| 6                 | Lisa Sargeant    | Canadá             |
| 7                 | Surya Bonaly     | França             |
| 8                 | Emma Murdoch     | Reino Unido        |
| 9                 | Susanne Seger    | Suécia             |
| 10                | Shannon Allison  | Canadá             |

### Duplas
| Pos.              | Nome                               | Nacionalidade      |
| ----------------- | ---------------------------------- | ------------------ |
| Medalha de ouro   | Elena Leonova / Gennadi Krasnitski | União Soviética    |
| Medalha de prata  | Cindy Landry / Lyndon Johnston     | Canadá             |
| Medalha de bronze | Michelle Menzies / Kevin Wheeler   | Canadá             |
| 4                 | Peggy Schwarz / Alexander König    | Alemanha Oriental  |
| 5                 | Natasha Kuchiki / Todd Sand        | Estados Unidos     |
| 6                 | Calla Urbanski / Mark Naylor       | Estados Unidos     |
| 7                 | Anuschka Gläser / Stefan Pfrengle  | Alemanha Ocidental |
| 8                 | Catherine Barker / Michael Aldred  | Reino Unido        |

### Dança no gelo
| Pos.              | Nome                               | Nacionalidade   |
| ----------------- | ---------------------------------- | --------------- |
| Medalha de ouro   | Suzanne Semanick / Ron Kravette    | Estados Unidos  |
| Medalha de prata  | Michelle McDonald / Mark Mitchell  | Canadá          |
| Medalha de bronze | Jacqueline Petr / Mark Janoschak   | Canadá          |
| 4                 | Ilona Melnichenko / Gennadi Kaskov | União Soviética |
| ...               |                                    |                 |

### Artístico masculino
| Pos.              | Nome         | Nacionalidade      |
| ----------------- | ------------ | ------------------ |
| Medalha de ouro   | Daniel Weiss | Alemanha Ocidental |
| Medalha de prata  | Paul Wylie   | Estados Unidos     |
| Medalha de bronze | Norm Proft   | Canadá             |
| ...               |              |                    |

### Artístico feminino
| Pos.              | Nome             | Nacionalidade  |
| ----------------- | ---------------- | -------------- |
| Medalha de ouro   | Yukiko Kashihara | Japão          |
| Medalha de prata  | Dianne Takeuchi  | Canadá         |
| Medalha de bronze | Jenni Meno       | Estados Unidos |
| ...               |                  |                |

### Quartetos
| Pos.              | Nome                                                              | Nacionalidade  |
| ----------------- | ----------------------------------------------------------------- | -------------- |
| Medalha de ouro   | Christine Hough / Doug Ladret / Cindy Landry / Lyndon Johnston    | Canadá         |
| Medalha de prata  | Patricia MacNeil / Cory Watson / Michelle Menzies / Kevin Wheeler | Canadá         |
| Medalha de bronze | Calla Urbanski / Mark Naylor / Elaine Asanakis / Joel McKeever    | Estados Unidos |
| ...               |                                                                   |                |

## Quadro de medalhas
| Ordem | País               | Medalha de ouro | Medalha de prata | Medalha de bronze |    | Ordem por total |
| ----- | ------------------ | --------------- | ---------------- | ----------------- | -- | --------------- |
| 1     | Estados Unidos     | 2               | 2                | 2                 | 6  | 2               |
| 2     | Canadá             | 1               | 4                | 3                 | 8  | 1               |
| 3     | Alemanha Ocidental | 1               |                  | 1                 | 2  | 3               |
| 3     | União Soviética    | 1               |                  | 1                 | 2  | 3               |
| 5     | Japão              | 1               |                  |                   | 1  | 5               |
| 5     | Tchecoslováquia    | 1               |                  |                   | 1  | 5               |
| 7     | Alemanha Oriental  |                 | 1                |                   | 1  | 5               |
| TOTAL | TOTAL              | 7               | 7                | 7                 | 21 | —               |